# Copăcele
Copăcele is een Roemeense gemeente in het district Caraș-Severin.
Copăcele telt 1184 inwoners.